# Электродиализатор
Электродиализатор (англ. Electrodialyzer) — аппарат секционной рамной конструкции, используемый в электрохимии, с набором последовательно установленных анионообменных и катионообменных мембран. Применяется для разделения солевых растворов, концентрирования кислот и щелочей.

## Конструкция
Мембраны аппарата установлены чередующимся образом: по противоположным сторонам пакета мембран расположены электроды разной полярности — анод и катод. Ионообменные мембраны изолированы прокладками из полимера, а по периметру установлены полимерные рамки, формирующие ячейки (камеры).
Кассета ионообменных мембран состоит из последовательно чередующихся плоских камер обессоливания и концентрирования, заполненных электролитом. Пакет элементов аппарата по краям ограничен металлическими плитами и зафиксирован резьбовыми шпильками. Постоянный электрический ток подаётся на электроды.

## Технология
Процесс разделения и концентрирования основан на разной скорости прохождения ионов через ионообменные мембраны под воздействием постоянного электрического тока. Эта технология применяется для обессоливания и получения сверхчистой воды с сопротивлением 18 МОм·см при высокой эффективности и низких затратах.

## Типы электродиализаторов
Ионообменные мембраны комплектуются в кассеты с различными загрузками в зависимости от условий применения. В зависимости от чередования мембран с разной селективностью различают следующие типы электродиализаторов:
- Смешанные — в камерах обессоливания смешанные слои анионита, катионита[2];
- Бинарные — в ионообменных мембранах катионит и анионит загружены в камеры обессоливания толщиной, равной диаметру гранулы ионита, с плотным прилеганием разнотипных ионитов, разделенных полимерной сеткой. При таком статическом положении разнотипных ионитов с минимальным разделением внутри камер анионита и катионита, происходит интенсификация процесса ионного обмена из исходного раствора электролита в мембрану и далее в камеру концентрирования.